# 公共事業に於ける労働時間の短縮に関する条約
公共事業に於ける労働時間の短縮に関する条約（こうきょうじぎょうにおけるろうどうじかんのたんしゅくにかんするじょうやく、英語: Convention concerning the Reduction of Hours of Work on Public Works）は、国際労働機関の条約。1936年6月23日に採択されたが、発効しなかった。1935年の労働時間を1週40時間に短縮することに関する条約に従い、公共事業における労働時間を定めた条約であるが、批准国がないまま2000年に撤回された。